# كوسوليتو
كوسوليتو هي مدينة تقع في مقاطعة ريدجو كالابريا في إيطاليا، تقع على بعد حوالي 90 كيلومترا (56 ميل) جنوب غرب كاتانزارو وحوالي 30 كيلومترا (19 ميل) إلى الشمال الشرقي من ريجيو كالابريا. في 31 ديسمبر 2004، كان عدد سكانها 1,006 نسمة ومساحتها 33.8 كيلومتر مربع (13.1 ميل مربع). 
.

## السكان
في سنة 1861 بلغ عدد السكان 1٬389 نسمة، وتطور العدد ليصل في سنة 2011 لـ 916 نسمة.
يظهر هذا المخطط البياني تطور النمو السكاني لـ كوسوليتو